# Lucero Isaac
Lucero Isaac (née en 1936 à Mexico) est une scénographe, décoratrice, metteuse en scène et directrice artistique mexicaine pour le cinéma. Elle a été l'épouse d'Alberto Isaac pendant quatorze ans.

## Filmographie

### Comme scénographe
- 1972 : Los días del amor d'Alberto Isaac
- 1973 : Le Château de la pureté d'Arturo Ripstein
- 1974 : El señor de Osanto de Jaime Humberto Hermosillo
- 1975 : El cumpleaños del perro de Jaime Humberto Hermosillo
- 1976 : Foxtrot  d'Arturo Ripstein
- 1976 : La pasión según Berenice de Jaime Humberto Hermosillo
- 1977 : Matinée de Jaime Humberto Hermosillo
- 1977 : Cuartelazo d'Alberto Isaac
- 1978 : Naufragio de Jaime Humberto Hermosillo
- 1979 : La tía Alejandra d'Arturo Ripstein
- 1979 : María de mi corazón de Jaime Humberto Hermosillo
- 1979 : Cadena perpetua d'Arturo Ripstein
- 1993 : Encuentro inesperado de Jaime Humberto Hermosillo

### Comme directrice artistique
- 1982 : Missing de Costa-Gavras

### Comme actrice
- 1965 : En este pueblo no hay ladrones d'Alberto Isaac

## Récompenses
- 1971 : Ariel d'Argent des Meilleurs Décors pour Los días del amor
- 1983 : Ariel d'Argent des Meilleurs Décors d'Ambiance pour Las apariencias engañan